# Strzelanina w Kauhajoki
Strzelanina w Kauhajoki – strzelanina, która miała miejsce 23 września 2008 roku na studium policealnym SeAMK w Finlandii, w miejscowości Kauhajoki w zachodniej części tego kraju. Strzelec, 22-letni student Matti Juhani Saari (ur. 20 maja 1986) zastrzelił 10 osób przy użyciu pistoletu Walther P22 przed postrzeleniem się w głowę przy jego użyciu. Zmarł tego samego dnia w szpitalu w Tampere. Jedna kobieta odniosła obrażenia w wyniku strzelaniny, ale była w stanie stabilnym.

## Miejsce
Strzelanina miała miejsce w Szkole Hotelarstwa w Kauhajoki należącą do centrum edukacyjnego SeAMK. Studium w Kauhajoki jest jedną z wielu szkół będących w posiadaniu tego centrum. Saari był studentem drugiego roku w programie hotelarskim w tej szkole. Wydarzenie było drugą strzelaniną szkolną w ciągu mniej niż roku w Finlandii po strzelaninie w szkole w Tuusula z listopada 2007 roku, kiedy 9 osób zostało zabitych, w tym sprawca, który się sam zastrzelił. Wcześniej w kraju miała miejsce tylko jedna strzelanina szkolna - w mieście Rauma w 1989 roku, kiedy 2 osoby zginęły.

## Przebieg zdarzeń

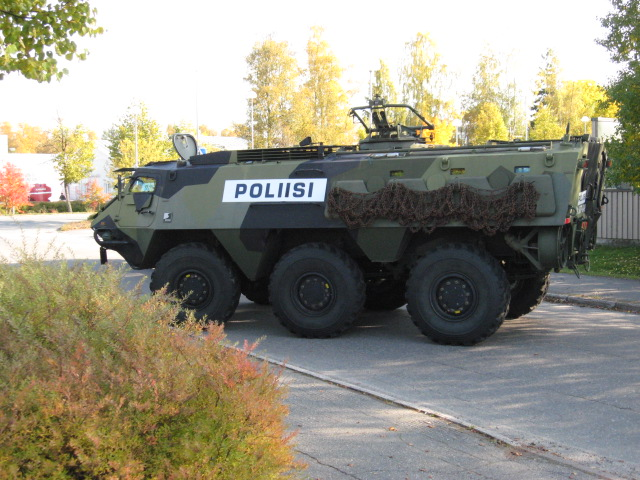
Transporter opancerzony Sisu XA-180 fińskiej policji na miejscu strzelaniny kilka godzin po ataku

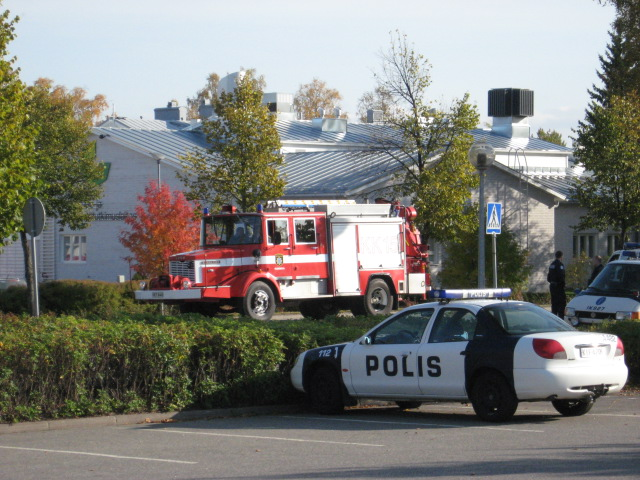
Policja i straż pożarna na miejscu strzelaniny

W dniu 23 września 2008 roku Saari o godzinie 10:47 czasu lokalnego wtargnął do szkoły w Kauhajoki, wchodząc do budynków szkolnych za pośrednictwem piwnicy. Zamachowiec ubrany był na czarno, a na twarzy miał kominiarkę. Saari uzbrojony był w pistolet Walther P22 oraz koktajle Mołotowa. Kilka chwil po wejściu do szkoły Saari wszedł do sali, w której uczniowie akurat pisali test, i zaczął strzelać. W czasie całego zajścia użył koktajli Mołotowa, co spowodowało pożar w szkole. Gdy przestał strzelać, zadzwonił do swojego przyjaciela, poinformował go o swoim dokonaniu oraz pożegnał się z nim. Chwilę później Saari strzelił sobie w głowę; w masakrze na miejscu zginęło 9 osób, ostatnia ofiara zmarła kilka godzin później w szpitalu, a sam Saari zmarł około godziny 16:45 w szpitalu w Tampere.

## Po ataku
Policja dokładnie przeczesywała miejsce strzelaniny przez następne kilka godzin, gdyż media podawały, że szaleniec oprócz broni mógł mieć też materiały wybuchowe i pozostawił je gdzieś w szkole. Saari do swoich ofiar strzelał nawet 20 razy.

## Sprawca
Sprawcą ataku był 22-letni Matti Juhani Saari, który był studentem uczelni i w przeszłości cierpiał na wiele chorób, zarówno fizycznych i psychicznych. Saari miał brata, który zmarł kiedy miał on 17 lat, co go załamało. W późniejszym życiu zaczął wyjawiać cechy zaburzeń osobowości, w tym unikającego i schizotypowego. W ostatnim okresie przed atakiem zaczął nadużywać alkoholu i został raz zatrzymany za prowadzenie pojazdu pod wpływem alkoholu.
Rzecznik miejscowej policji powiedział, że sprawca pozostawił po sobie list w mieszkaniu, w którym napisał, że nienawidzi ludzkości i od dłuższego czasu planował dokonanie masakry w szkole. Jeden z przyjaciół Saariego zauważył, że zmienił się on w ciągu dwóch wcześniejszych lat poprzedzających atak i zaczął dużo mówić o broni palnej i strzelaninach w szkołach w USA. Kilkanaście miesięcy przed atakiem Saari wysłał temu przyjacielowi SMS-a, w którym napisał, że jutro dokona masakry w swojej szkole jednak nie dokonał tego wówczas. Przyjaciel nie wziął tych wszystkich pogróżek na poważnie i potraktował je jak żart.
Saari prowadził konto w serwisie YouTube i wśród jego ulubionych filmów były te związane z masakrą w Columbine High School.
Kilka dni przed masakrą Saari zamieścił w serwisie internetowym YouTube cztery filmy, na których strzela on z broni palnej. Na jednym z filmów Saari wymierza broń w kierunku kamery i mówi słowa: Wy zginiecie następni!.
Dzień przed strzelaniną policja przesłuchała Saariego w sprawie nagrań. Jednak po sprawdzeniu, że mężczyzna ma tymczasowe pozwolenie na broń, nie zdecydowano się na aresztowanie go w związku z tą sprawą.
Minister spraw wewnętrznych Finlandii zapowiedziała także zbadanie reakcji policji na strzelaninę i na wcześniejsze zachowanie sprawcy.

## Reakcja na tragedię
Po strzelaninie władze Finlandii ogłosiły w kraju żałobę narodową. Fińskie media przypominały o podobnej masakrze, do której doszło zaledwie 10 miesięcy wcześniej w szkole w Tuusula. Wówczas 18-letni Pekka Auvinen zastrzelił 8 osób. Po tamtym zdarzeniu w Finlandii zaostrzono prawo dotyczące posiadania broni palnej (Finlandia jest trzecim państwem, w którym najłatwiej zdobyć broń).

## Powiązania
Policja podejrzewa, że sprawca masakry z Tuusula był w zmowie z Saarim. Obaj grali przez Internet w tę samą grę – Battlefield 2. Przyjaciel Saariego stwierdził, że Saari i Auvinen spotkali się i nawet kupili broń w tym samym sklepie; nie jest wykluczone, że obaj mężczyźni zachęcali się wzajemnie do zabijania w świecie rzeczywistym.